# Lo Triador
Lo Triador (en francès Le Triadou) és un municipi occità del Llenguadoc, situat al departament de l'Erau i a la regió d'Occitània.